# Brandbergtunnel
De Brandbergtunnel verbindt de Oostenrijkse dorpen Mayrhofen en Brandberg in het Zillertal. De tunnel werd aangelegd voor de bouw van de Zillergründl Dam en biedt een rechtstreekse verbinding tussen het Zillertal en het Zillergrund.